# 郭永宏
郭永宏（1963年—），山西交城人，汉族，中华人民共和国政治人物、第十二届全国人民代表大会湖北地区代表。
毕业于天津财经大学企业管理专业。加入中国共产党。2013年，担任全国人大代表。2018年2月24日，当选为第十三届全国人大代表。